# Castner-Gletscher
Der Castner-Gletscher ist ein rund 19 km langer Gletscher in der Alaskakette im US-Bundesstaat Alaska. Benannt wurde der Gletscher 1898 von Captain Edwin F. Glenn nach Lieutenant Joseph C. Castner, einem Mitglied seiner Einheit.

## Geographie
Der Castner-Gletscher liegt an der Südflanke der Delta Range, einem östlichen Abschnitt der Alaskakette. Der Gletscher beginnt an der Nordwestflanke der White Princess, fließt in nordwestlicher, dann südwestlicher Richtung und mündet etwa 43 km nordwestlich von Paxson in den Castner Creek, einen 3 km langen Zufluss des Delta River. Der Richardson Highway überquert den Castner Creek etwa 1,5 km unterhalb des Gletschertors des Castner-Gletschers. Unmittelbar südlich enden auch der Fels- und der Canwell-Gletscher im Flusstal des Delta River.